# زودانز
زودانز (به اسپانیایی: Zudáñez) یک شهر در بولیوی است که در استان جایمی زودانز واقع شده‌است.